# هارد راک کافی
هارد راک کافی (انگلیسی: Hard Rock Cafe) شرکت مهمان‌نوازی آمریکایی است، که در سال ۱۹۷۱ تأسیس شد.